# Tod eines Tauchers
Tod eines Tauchers ist ein Kriminalhörspiel aus der Reihe des Radio-Tatorts. Die Textvorlage stammt von Matthias Wittekindt, der hier zum ersten Mal das bereits von seinem Vorgänger Frank Göhre für den Norddeutschen Rundfunk gestaltete Hamburger Ermittlerduo Kriminalhauptkommissarin Bettina Breuer und des verdeckten Ermittlers Jac Garthmann in seinem Skript fortführt. Tod eines Tauchers wurde zum ersten Mal am 12. Dezember 2008 ausgestrahlt. Neben den Hauptdarstellern traten mit Oliver Wnuk, Svenja Pages, Wilfried Dziallas und Ulrich Faulhaber weitere namhafter Sprecher auf.
Der vorliegende 12. Fall der Gesamtreihe und zweite Fall des Hamburger Tatorts dreht sich in erster Linie um die auffällige Anhäufung von Todesfällen von führenden Mitarbeitern der Firma REGENA, die ein Offshore-Projekt für Windkraftanlagen in der Nähe von Büsum vorantreibt. Dabei stolpern die Ermittler mehr zufällig über den eigentlichen Fall.

## Inhalt
Ausnahmsweise ist Jac Garthmann zu Beginn des Radio-Tatorts einmal nicht als verdeckter Ermittler, sondern in seiner Eigenschaft als Musiker unterwegs. Während einer Totenfeier soll er als Pianist die Trauergäste unterhalten. Auffallend jedoch, dass es keinen Sarg für den verstorbenen Jan Fall gibt und die besagten Trauergäste allem Anschein nach verstimmt sind. Im Verlauf eines Gesprächs mit dem Vorgesetzten des Verstorbenen erfährt Garthmann, dass Jan Faller als Taucher für die Firma REGENA arbeitete. Diese betreibt in der Umgebung von Büsum ein Offshore-Projekt für Windkraftanlagen. Als er in
Hamburg Kriminalhauptkommissarin Bettina Breuer vom LKA Dezernat OK von diesem bizarren Erlebnis erzählt, „klingeln“ bei ihr die inneren Alarmglocken. Gerade in der Woche zuvor fand die Polizei den Chefbuchhalter der REGENA unter mysteriösen Umständen tot in seiner Hamburger Wohnung. Außerdem meldete sich ein anonymer Anrufer beim Landeskriminalamt und gab an, dass Russen illegal durch den Eigentümer der REGENA, Horst Petzer, beim Bau der Windkraftanlagen beschäftigt würden.
Jac Garthmann fühlt sich aus einem besonderen Grund in diesen sich herauskristallisierenden Fall hineingezogen: hatte er doch den Zusammenbruch von Fallers Witwe, einer alten Bekannten, miterleben müssen, ohne ihr beistehen zu können. Auf eigene Faust fährt der diesmal noch nicht einmal verdeckt ermittelnde Garthmann als Privatmann nach Büsum, um zum einen eine Bronchitis auszukurieren, Silke Faller zu besuchen und zum anderen in einer Gastwirtschaft drei Konzerte zu geben, die REGENA fördert. Doch bereits nach dem ersten Konzert gerät er in eine Rangelei mit Einheimischen. Diese haben allem Anschein nach einiges gegen jeden auswärtigen Besucher, der irgendwie mit der REGENA in Verbindung stehen könnte.

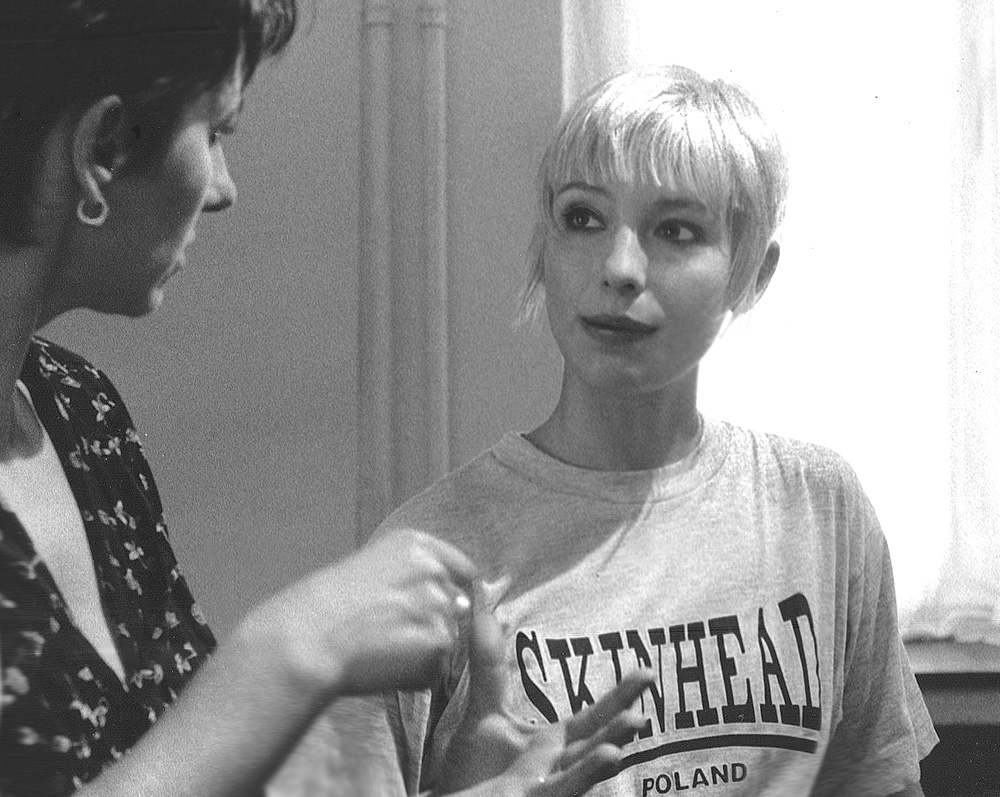
Sandra Borgmann, Sprecherin der Hauptkommissarin Bettina Breuer

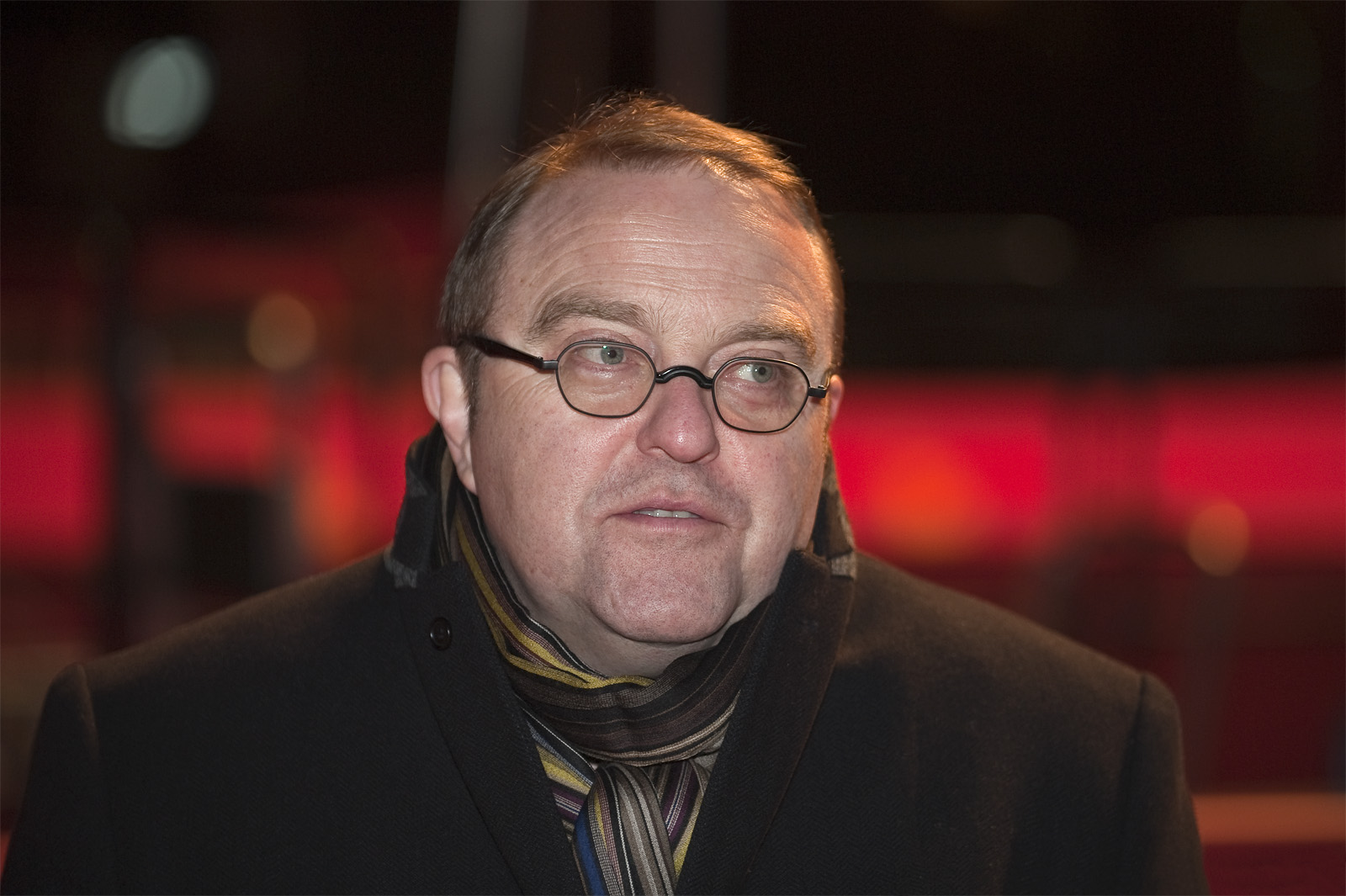
Gustav Peter Wöhler, Sprecher des Karsten Eisler

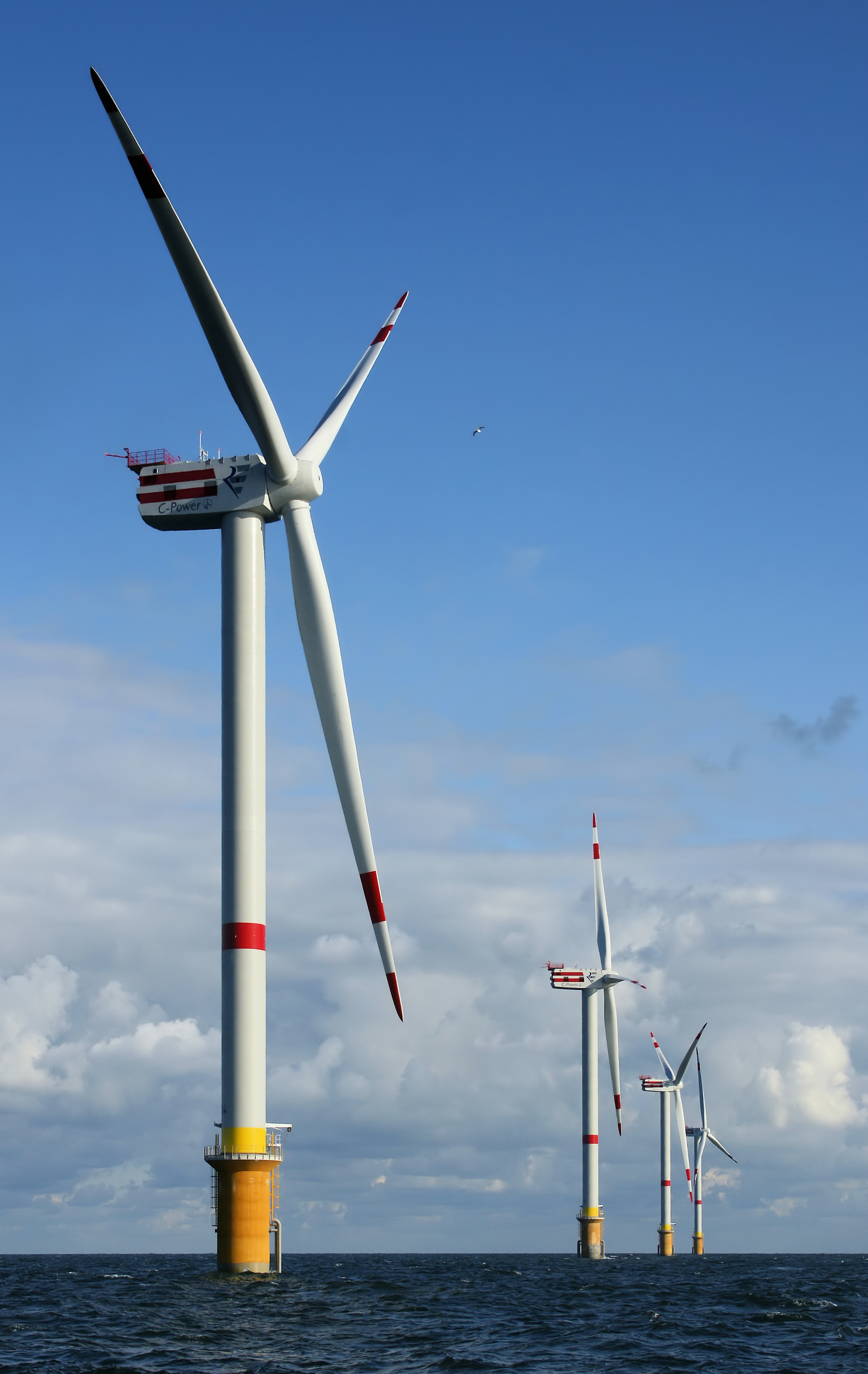
Offshore-Windpark in der Nordsee

Als Garthmann seinen früheren Bekannten, den Ornithologen Karsten Eisler, der für den Nationalpark Schleswig-Holsteinisches Wattenmeer arbeitet, trifft, nötigt ihn dieser regelrecht mit auf eine Vogelinsel zu kommen, wo beide den Leichnam Jan Fallers an der Küste angeschwemmt finden. Da die pathologische Untersuchung der Lunge nahelegt, dass dieser nicht eines mehr oder minder natürlichen Todes gestorben ist, macht sich Hauptkommissarin Breuer ernsthafte Sorgen um Garthmann.
Die kühl-pragmatische Karrierepolizistin Breuer und der intuitive Seiteneinsteiger Garthmann, dessen Konzertaktivitäten als Pianist und Alleinunterhalter seine Ermittlungsarbeit verschleiern, werden mehrfach kollidieren, da sich Breuer stets fragt, warum man ihr diesen Amateur beigeordnet hat. Aber Garthmanns Beobachtungsgabe und moralisches Gespür werden ihr mehrfach die beste Richtung vorgeben. In diesem Fall offenbart sich erstmals, dass Breuer trotz der Gegensätzlichkeit einiges an Garthmann liegt.

## Hintergrund
Nach dem ersten Teil der Hamburger Tatortreihe, Schmutzige Wäsche, dessen Geschichte und Figurengestaltung von Schriftsteller Frank Göhre vorgenommen wurde, übernahm hier erstmals Matthias Wittekindt die Vorlage. Im Folgenden wurde die Reihe des Hamburger Radio-Tatorts neben Wittekindt (Tod eines Tauchers, Die gelben Laster, Störtebekers Rache, Totalverlust, Die blaue Jacht) von Elisabeth Herrmann (Schlick, Versunkene Gräber, Chicken Highway) gestaltet.
Martin Reinke wurde im Interview darauf angesprochen, dass er die Rolle des Jac Garthmann sehr „hamburgerisch“ angelegt hätte: „Das ist eine Art Liebeserklärung an meine Heimatstadt Hamburg. Ich bin ja Bühnenschauspieler und hatte leider nur einmal die Gelegenheit, auf der Bühne zu hamburgern. Und jetzt habe ich endlich mit Jac Garthmann das Glück, ihn sprachlich so zu färben.“

## Ausgaben
- Matthias Wittekindt: Tod eines Tauchers. Der Hörverlag 2010, ISBN 978-3-867-17267-7.

## Rezension
- „Der Autor hat, wenngleich mich nicht alle seine Werke überzeugen konnten, ein Händchen dafür, erstklassige Bedrohungsszenarien in seinen Hörspielen aufzubauen. In Tod eines Tauchers gelingt dies allerdings nur bedingt, was vielleicht daran liegt, dass ihm hier das Serienkonzept den nötigen Raum nimmt. Dafür erzählt er aber hier einen wendungsreichen Krimi, der eine originelle – wenngleich auch etwas merkwürdige – Auflösung erfährt. Ablauf und Setting erinnern schon sehr an den Fernsehtatort, was nicht wirklich ein Manko ist, denn der Unterhaltungswert dieser Folge stimmt. Das Ermittlerduo bekommt wieder etwas mehr Farbe, so dass die beiden etwas vertrauter werden. Gerade Garthmann wird immer mehr zu einer besonderen Figur, die aus vielen Klischees gebaut wurde, die aber allesamt nicht so ganz richtig zueinander passen wollen. Damit wirkt diese Rolle etwas befremdlich, sorgt aber für eine besondere Facette in dieser Reihe.“[5]
- „In den Medien, in denen die Hinweise auf Rundfunksendungen, wenn überhaupt noch vorhanden, nur noch mit der Lupe gefunden werden konnten, wird der Hörfunk wieder wahrgenommen. Und die Kritiken – ganz gleich wie sie ausfallen – sie sind sogar ausführlich!“[6]